# Giovanni Licata
Giovanni Licata (Agrigento, 18 febbraio 1997) è un rugbista a 15 italiano, dal 2017 terza linea ala delle Zebre.

## Biografia
Nato ad Agrigento, ma cresciuto a Favara, debuttante nel rugby a 15 anni nel Miraglia Agrigento, perfezionò la sua preparazione tecnica all'accademia zonale di Catania e successivamente nel CUS Catania; da lì fu selezionato per l'Accademia FIR di Parma con cui debuttò in serie A e disputò il mondiale giovanile 2016 e il Sei Nazioni U-20 2017 con la nazionale di categoria.
Passato in Eccellenza alle Fiamme Oro di Roma, debuttò nel 2017 nel massimo campionato e contemporaneamente divenne un permit player della franchise di Pro12 delle Zebre.
A giugno di quell'anno fu ingaggiato per tre anni dal club parmigiano e a novembre esordì in un test match dell'Italia a Catania contro Figi, divenendo così il primo agrigentino a vestire la maglia azzurra maggiore.
Al 2019 sono 8 gl incontri internazionali di Licata, due dei quali nel Sei Nazioni.